# Молошников Ігор Іванович
Молошников Ігор Іванович (16 серпня 1927, Харків — 25 лютого 2021) — український радянський актор, народний артист УРСР (з 1977).
Закінчив Харківський інститут мистецтв (1950; кл. О. Крамова).
- 1949–51 — у Харківському російському драматичному театрі ім. О. Пушкіна;
- 1960–2008 — актор Донецького українського музично-драматичного театру. Актор широкого творчого діапазону.

У виставі М. Зарудного «Марина» створив образ Т. Г. Шевченка.